# 里乌尔广场
里乌尔广场（法語：Place Rihour）是法国北部省里尔市中心的一个城市广场，邻近戴高乐将军广场。它得名于广场上的里乌尔宫。里尔地铁1号线在此设有里乌尔站。

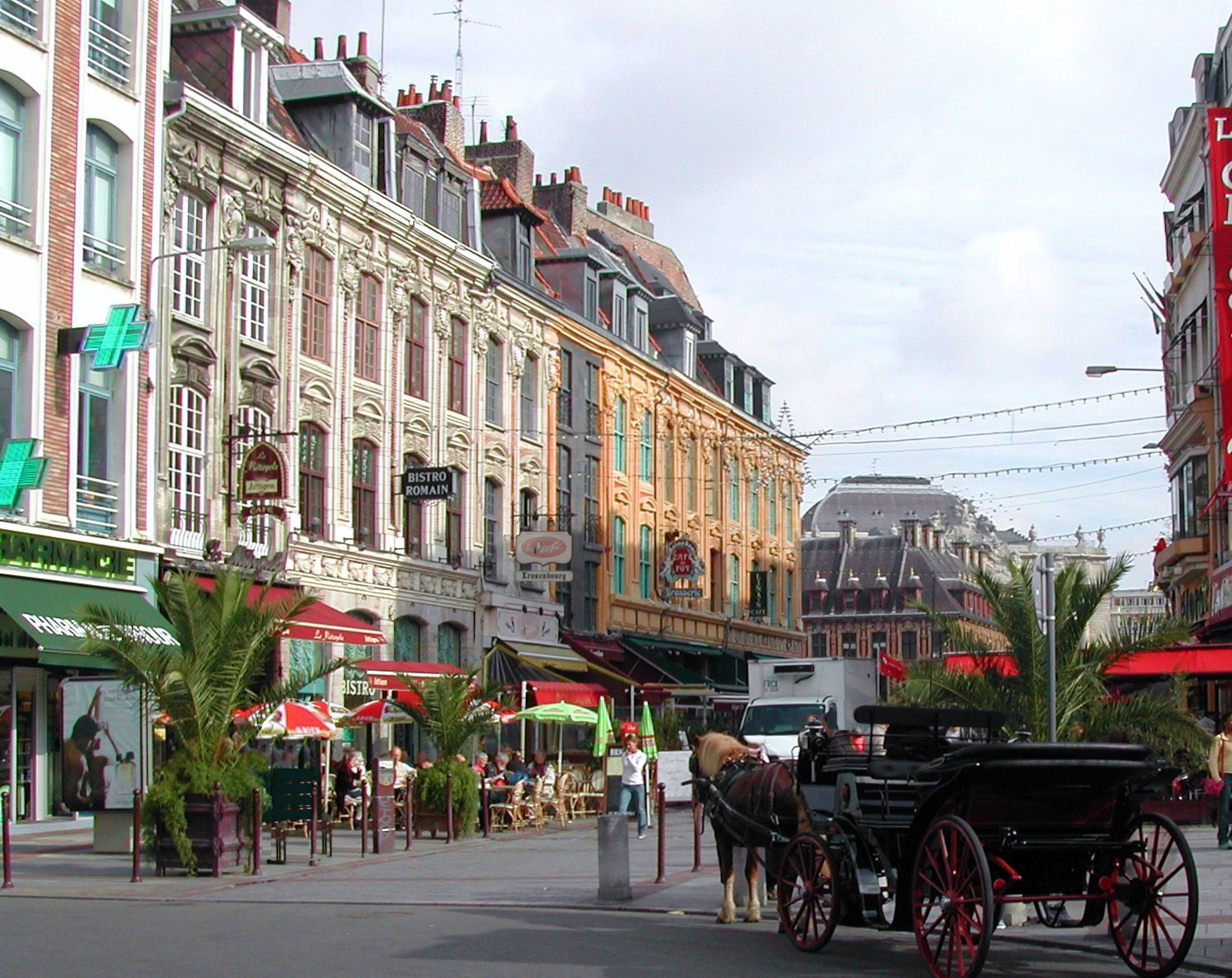
Lille 2 a 24 Rihour (PA00107709)

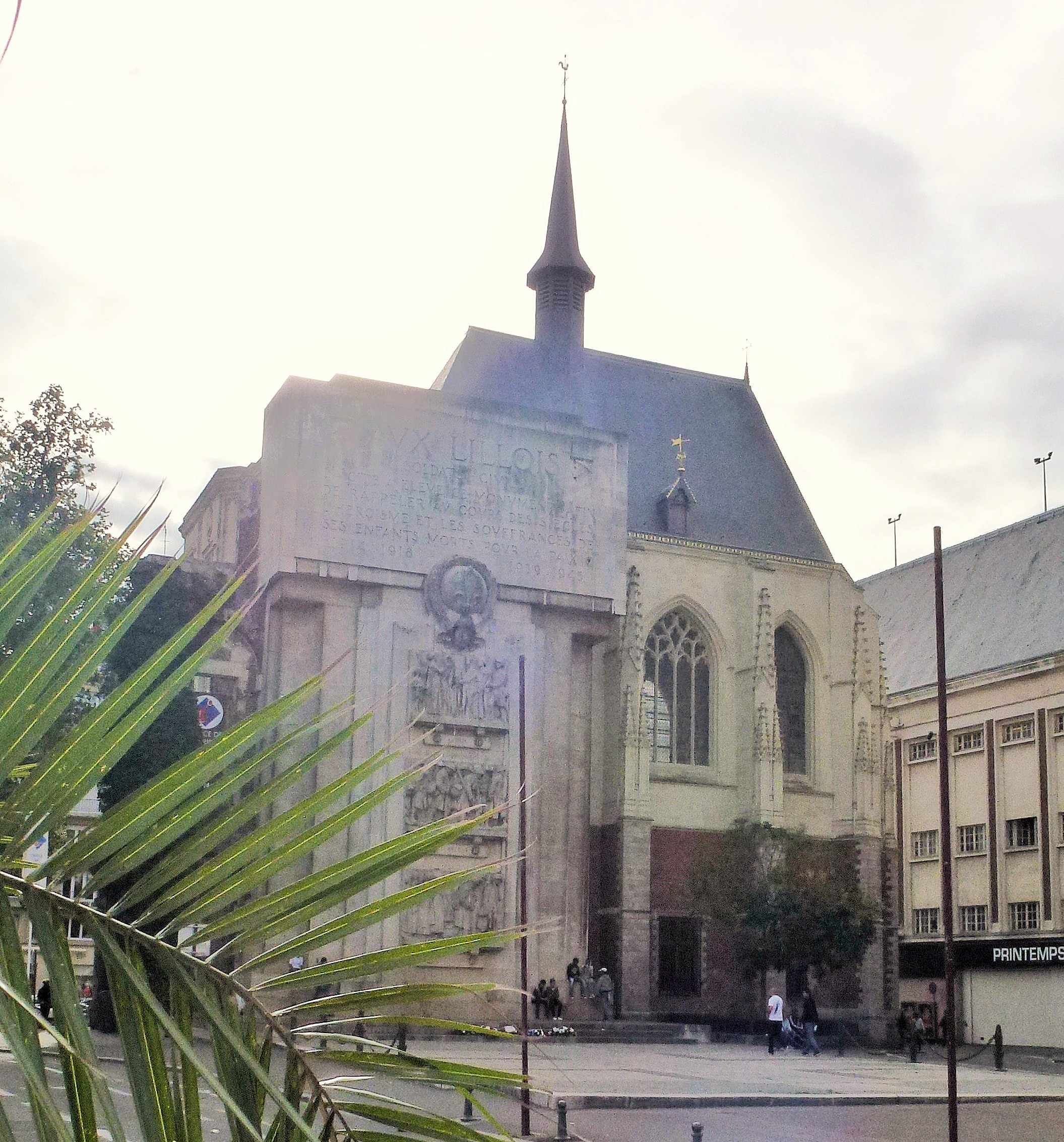
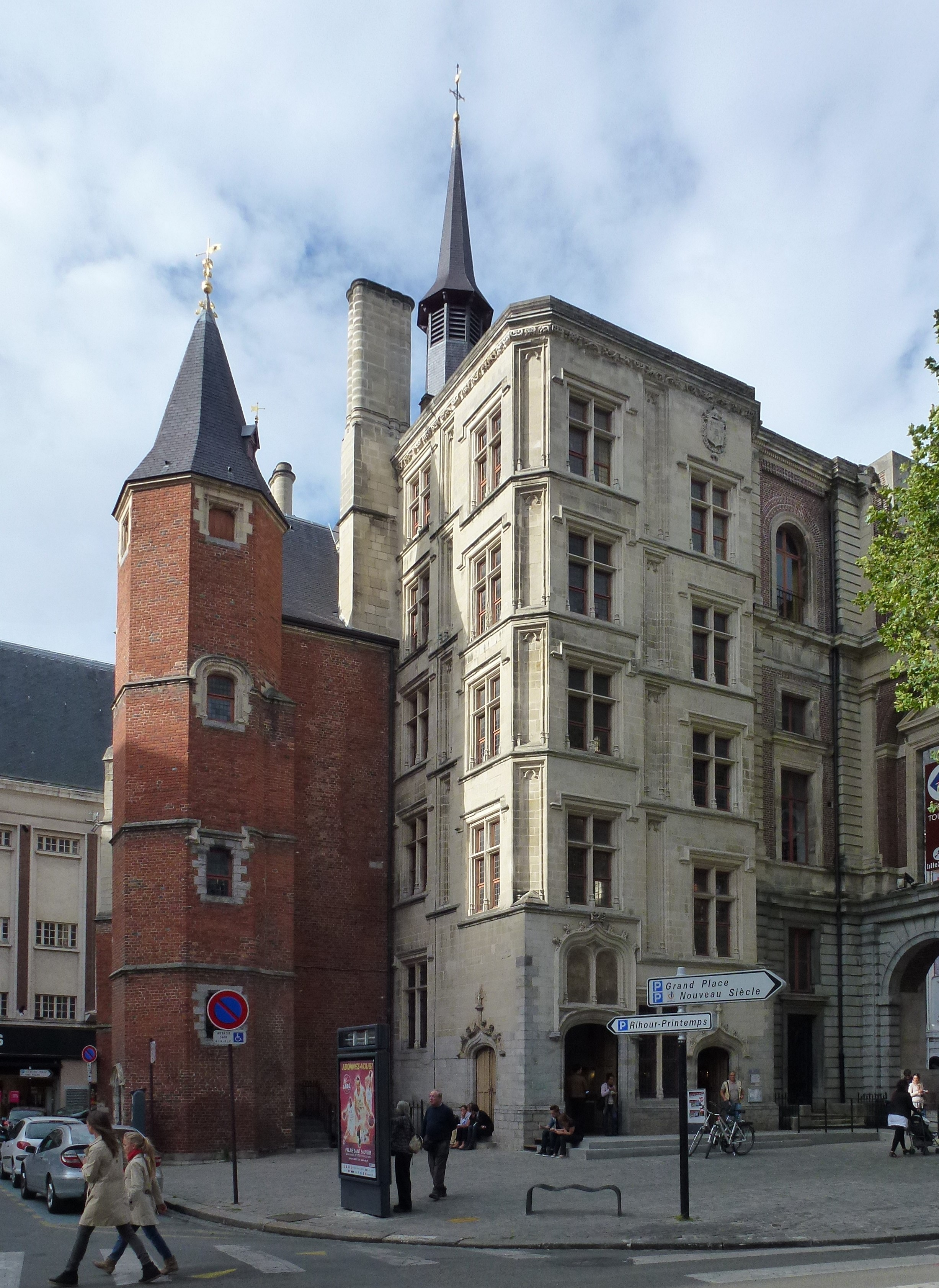

每年九月的第一个周末，里尔集市在里乌尔广场举办.1995年以来，圣诞集市也在此举行.。